# کوپلاژ القایی

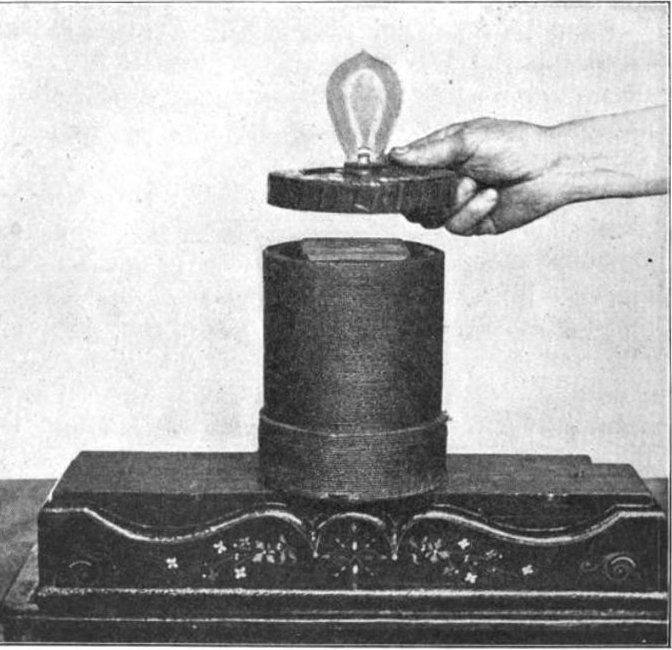
نمونه‌ای از کوپلینگ القایی در سال ۱۹۱۰. سیم‌پیچ پایین به برق AC متصل است، میدان مغناطیسی متناوب از طریق سیم‌پیچ بالایی جریانی را در آن القا می‌کند که موجب روشنایی لامپ می‌شود.

در مهندسی برق هنگامی گفته می‌شود که دو رسانا در حال تزویج القایی یا کوپلاژ القایی (انگلیسی: Inductive coupling) قرار دارند که جریانِ در حال تغییر سیم اول ولتاژی را از راه القای الکترومغناطیسی در سیم دوم القا کند.